# Cladura machidella
Cladura machidella är en tvåvingeart som beskrevs av Alexander 1934. Cladura machidella ingår i släktet Cladura och familjen småharkrankar. Inga underarter finns listade i Catalogue of Life.